# Thisnes
Thisnes is een dorp in de Belgische provincie Luik en een deelgemeente van de stad Hannuit. Het was een zelfstandige gemeente tot het bij de fusie van 1977 toegevoegd werd aan de gemeente Hannuit.
Thisnes is na het stadscentrum de grootste deelgemeente en ligt ten westen van de stadskern van Hannuit langs de weg naar Waver. Het is een landbouwdorp in Droog-Haspengouw met vooral akkerbouw (suikerbieten) en veeteelt.

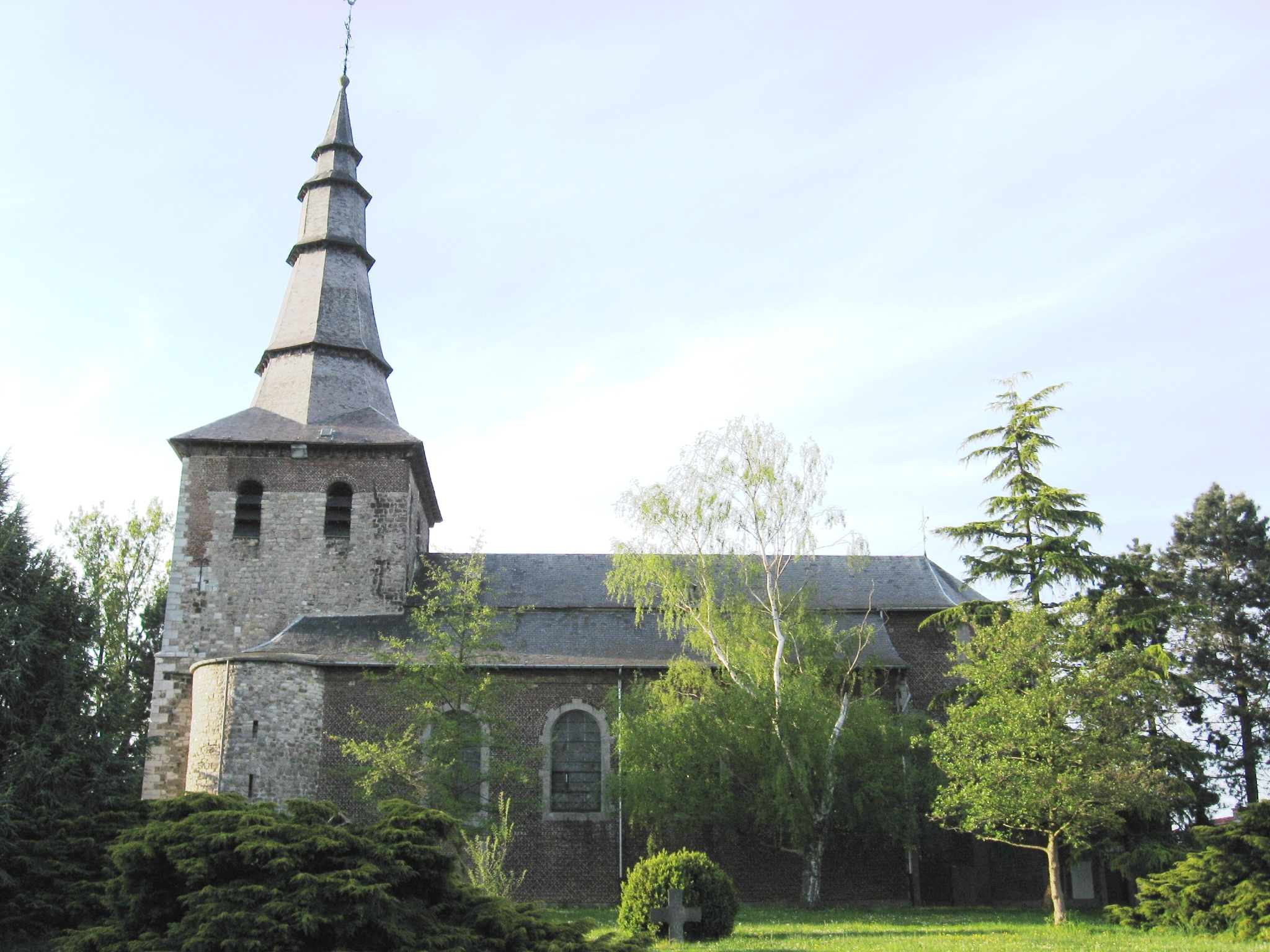
De Sint-Martinuskerk

## Geschiedenis
Tussen 1190 en 1235 was Thisnes betwist gebied tussen de Brabantse hertog Hendrik I en de Naamse graaf. Uiteindelijk werd het dorp een deel van het graafschap Namen. In 1356 werd het dorp volledig vernield door Wenceslas I van Luxemburg en in 1465 nogmaals door de Luikse troepen.
In 1626 verpandde koning Filips IV van Spanje de heerlijkheid aan Gérard de Paheau en ging ze in 1722 door erfopvolging over aan de heer van Grand-Hallet.

## Bezienswaardigheden
- De Sint-Martinuskerk (Église Saint-Martin)  werd in 1768-1769 in opdracht van het kapittel van de Abdijkerk van Andenne gebouwd. Hij heeft een romaanse versterkte toren van omstreeks 1200. De toren, die een achthoekige torenspits heeft, is het enige overblijfsel van de oude kerk. In de kerk staat een doopvont van 1626. De toren werd in 1933 beschermd als monument terwijl de omgeving van de kerk in 1973 beschermd werd als landschap.
- Van het oude kasteel uit 1654 blijven enkel de vierkante ingangstoren en de zadelkamer over. Het kasteel zelf werd vernield door een brand in 1889 en afgebroken in 1935.
- De deelgemeente heeft verscheidene grote vierkantshoeven waaronder de Ferme du Châpitre, vroeger eigendom van het klooster van Andenne en de Ferme de la Fontaine waarvan de kelders de bron vormen van de Absoulbeek die door het dorp vloeit.

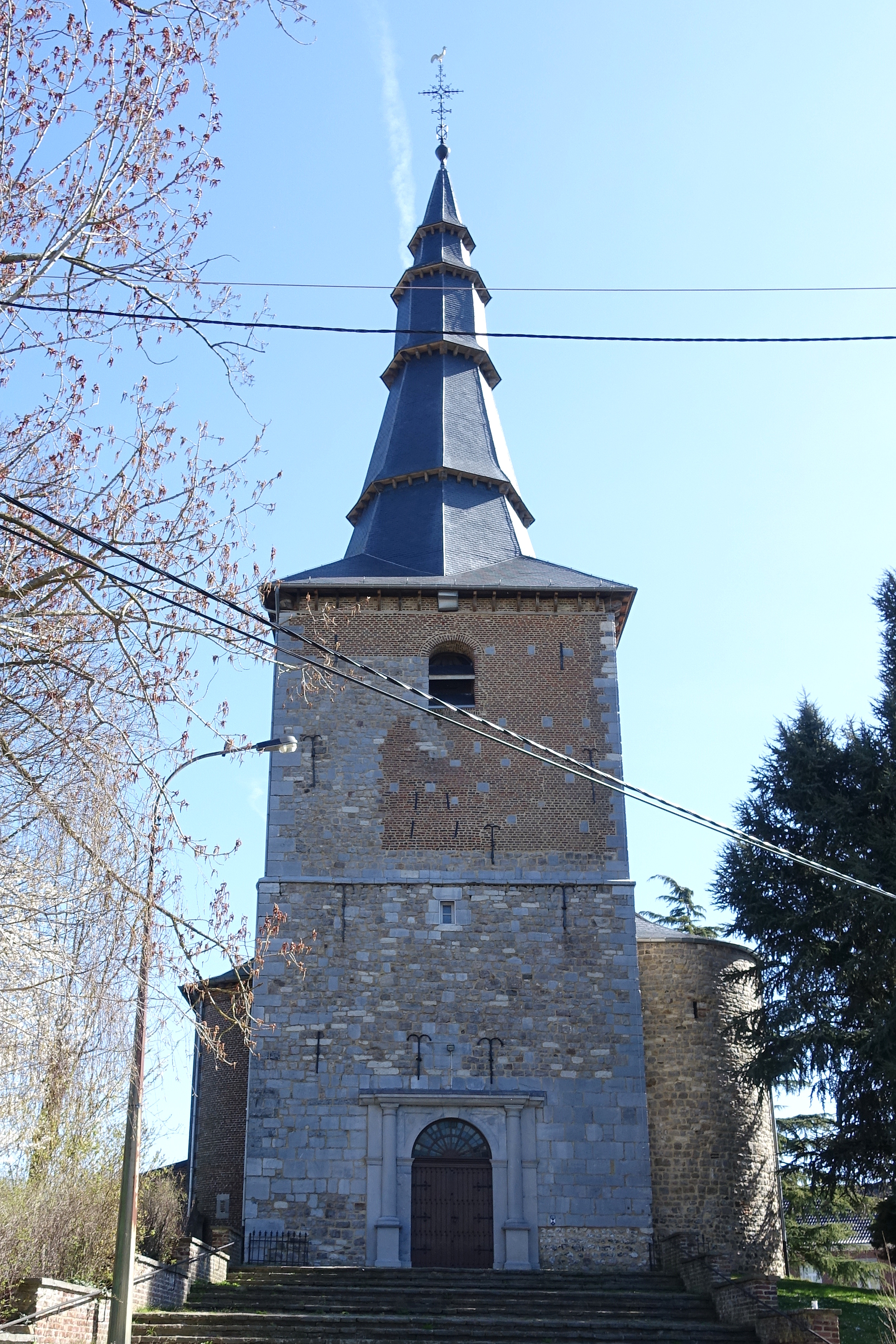
Versterkte kerktoren uit de 13de eeuw
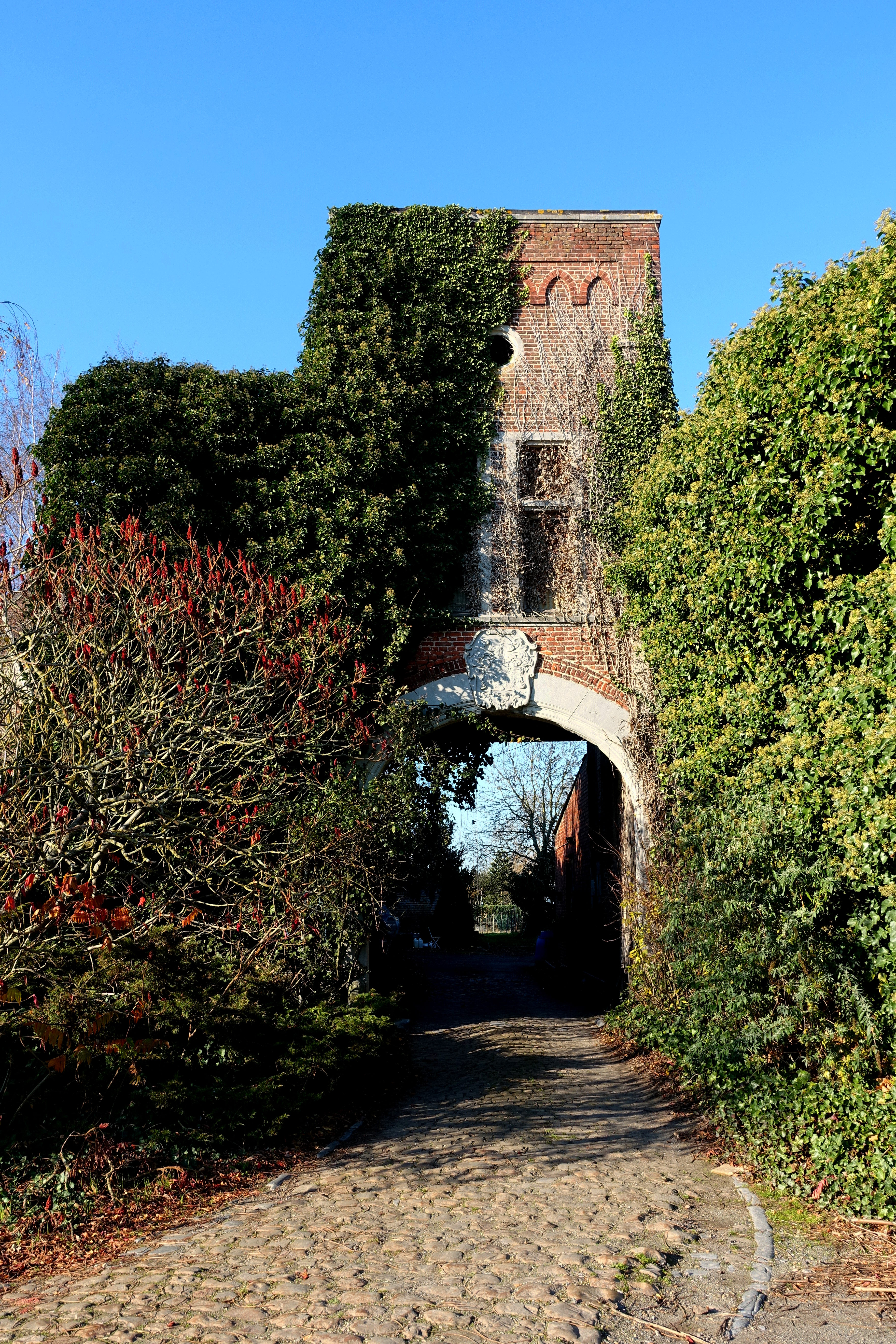
Poort van vroeger kasteel uit 17de eeuw
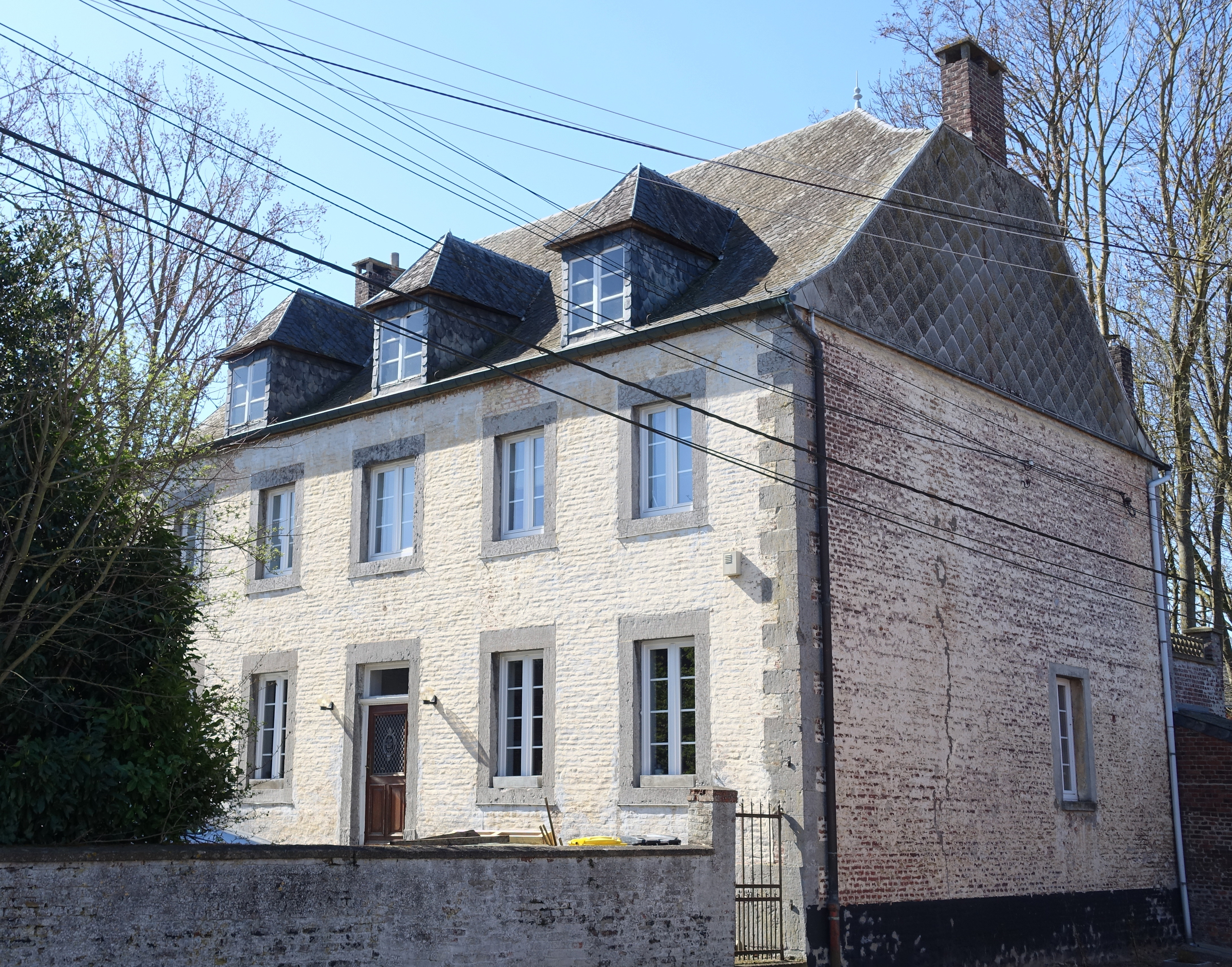
Oudste pastorij van Thisnes
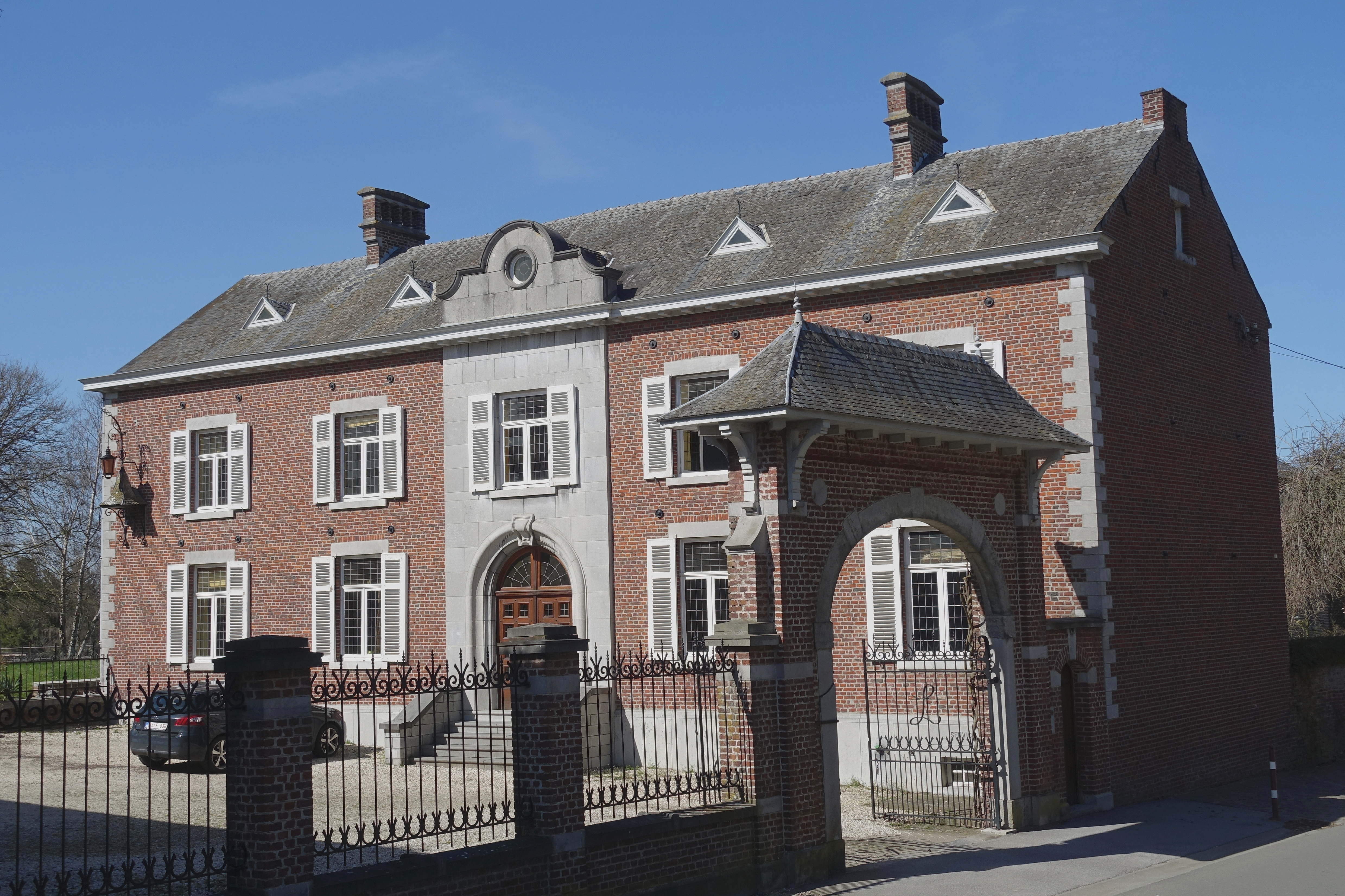
Manoir
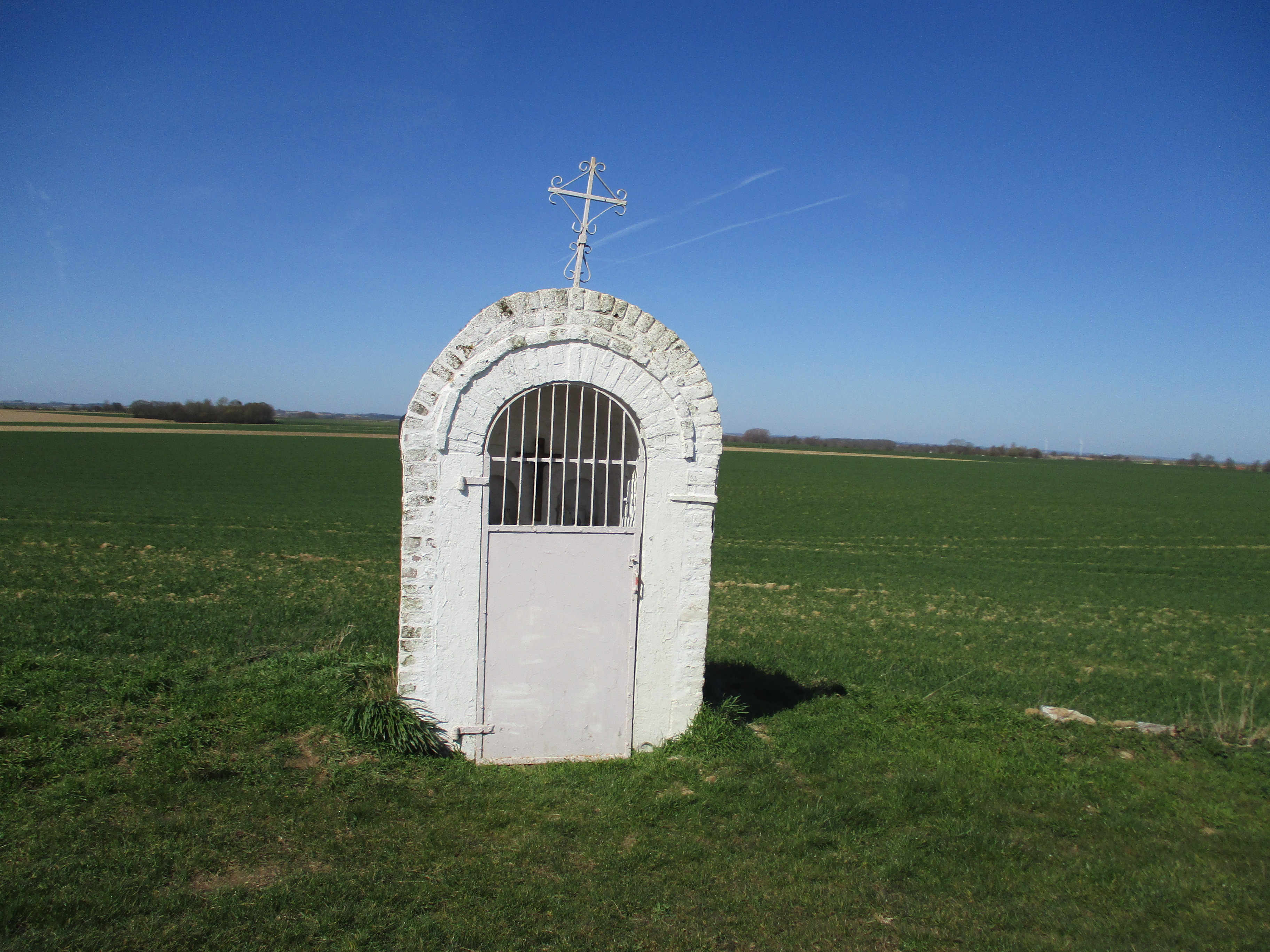
19de-eeuws kapelletje
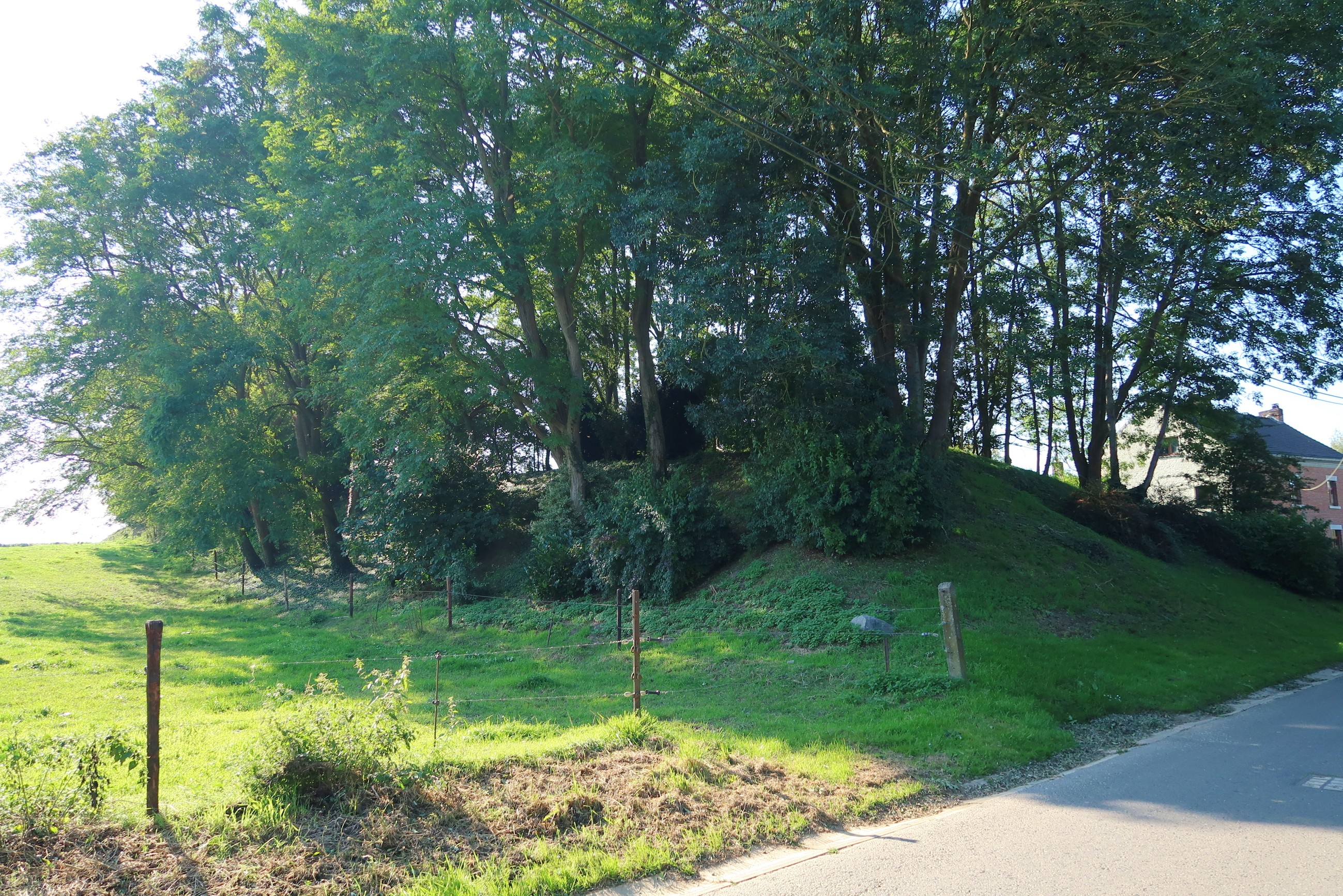
Taluds van vroegere brug van tramlijn 552

## Natuur en landschap
Bij Thisnes ontspringt de Absoule. De hoogte aan de kerk bedraagt 131 meter.

## Demografische ontwikkeling
- Bronnen:NIS, Opm:1831 tot en met 1970=volkstellingen, 1976= inwoneraantal op 31 december

## Geboren
- Lucien Gustin (1870-1950), senator en burgemeester

## Nabijgelegen kernen
Hannuit, Crehen, Merdorp, Wansin, Grand-Hallet